# Pierre-François Aubry-Dubochet
Pierre-François Aubry-Dubochet est un homme politique français né le 13 septembre 1737 à La Ferté-Milon (Aisne) et décédé le 7 septembre 1800 au même lieu.
Arrière-petit-neveu de Jean Racine, il est lieutenant de prévôté en 1778, puis gouverneur et maire de La Ferté-Milon de 1783 à 1785. Il est député du tiers état aux États généraux de 1789 pour le bailliage de Villers-Cotterêts, participant activement aux discussions financières, militant pour la mise en place d'un cadastre général. Administrateur du département, puis président du directoire de l'Aisne, il quitte ses fonctions en février 1800 pour raison de santé et meurt peu après.

## Sources
- « Pierre-François Aubry-Dubochet », dans Adolphe Robert et Gaston Cougny, Dictionnaire des parlementaires français, Edgar Bourloton, 1889-1891 [détail de l’édition]